# Michael Penn
Pour les articles homonymes, voir Penn.
Michael Penn est un chanteur, auteur-compositeur et compositeur de musique de film américain né le 1er août 1958 à Greenwich Village, New York.

## Biographie
Fils de la comédienne Eileen Ryan et de l'acteur-réalisateur Leo Penn, Michael est également le frère aîné des acteurs Sean et Chris Penn.
En 1989, il se fait connaître du grand public avec le titre No Myth, extrait de son premier album Mercy, obtient un succès commercial aux États-Unis et obtient en 1990 le MTV Video Music Award Best New Artist, récompensant le meilleur clip vidéo d'un nouvel artiste.
En plus d'enregistrer ses albums, il compose aussi des musiques de films, notamment les deux premiers longs-métrages du réalisateur Paul Thomas Anderson : Double mise (1996) et Boogie Nights (1997). 
On peut également citer de sa filmographie en tant que compositeur : The Anniversary Party (2001), Melvin Goes to Dinner où il est nommé aux DVD Exclusive Awards pour la meilleure musique de film, The Last Kiss (2006) et récemment Sunshine Cleaning (2008).
Ces dernières années, certaines de ses chansons se sont retrouvées dans diverses séries américaines. On peut citer :
- Walter Reed dans un épisode de Dr House (saison 3 épisode 5) ;
- Whole Truth dans The Shield (saison 2 épisode 3)

En 2018 il crée la bande sonore pour deux séries : Good Girls de NBC et Here and Now de HBO.
Il est marié depuis 1997 avec la chanteuse Aimee Mann. Ils habitent à Los Angeles.